# Municipio de Santo Domingo Tonalá
El municipio de Santo Domingo Tonalá es uno de los 570 municipios en que se encuentra dividido el estado mexicano de Oaxaca. Ubicado en el noroeste del estado, en la Región Mixteca y su cabecera es el pueblo de Santo Domingo Tonalá.

## Geografía
El municipio de Santo Domingo Tonalá se encuentra localizado en el noroeste del estado de Oaxaca, en la denominada región Mixteca y en el distrito de Huajuapan; su extensión territorial es de 166 255 kilómetros cuadrados y su altitud va de los 1100 a los 2500 metros sobre el nivel del mar. Sus coordenadas geográficas extremas son 17°36′ - 17°45′ de latitud norte y 97°52′ - 98°5′ de longitud oeste.
El territorio limita al norte con el municipio de San Marcos Arteaga, al este con el municipio de Tezoatlán de Segura y Luna, al sur con el municipio de San Agustín Atenango, al suroeste con el municipio de Silacayoápam y al oeste con el municipio de San Jorge Nuchita.

## Demografía
La población total del municipio de acuerdo con el Censo de Población y Vivienda realizado en 2010 por el Instituto Nacional de Estadística y Geografía, es de 7 153 habitantes, de los que 3 339 son hombres y 3 814 son mujeres.
La densidad de población asciende a un total de 43.02 personas por kilómetro cuadrado.

### Localidades
El municipio incluye en su territorio un total de 18 localidades. Las principales y su población de acuerdo al censo de 2010 son:
| Localidad               | Población (2010) |
| ----------------------- | ---------------- |
| Santo Domingo Tonalá    | 2 704            |
| San Sebastián del Monte | 1 526            |
| Yetla de Juárez         | 1 258            |
| San Andrés Sabinillo    | 960              |
| San Isidro Laguna Seca  | 168              |
| San Juan Reyes          | 148              |
| Total municipio         | 7 153            |

## Política
El gobierno del municipio de Santo Domingo Tonalá es electo mediante el principio de partidos políticos, con en la gran mayoría de los municipios de México. El gobierno le corresponde al ayuntamiento, conformado por el presidente municipal, un síndico y el cabildo integrado por cinco regidores y sus respectivos suplentes. Todos son electos mediante voto universal, directo y secreto para un periodo de tres años que pueden ser renovables para un periodo adicional inmediato.

### Subdivisión administrativa
El municipio para su régimen interior cuenta con sies agencia municipales, que son: San Sebastián del Monte, Yetla de Juárez, Natividad, San Andrés Sabinillo, San Juan Reyes, Juquila Loma Larga, así como dos agencias de policía: San Antonio Y Santa Catarina, además de tres núcleos rurales que son: San isidro Laguna Seca, Cahuatiche y Encino Grande Lázaro Cárdenas. Dichas autoridades son electas mediante voto popular directo para ejercerlo por el periodo de un año. Incluso en el año 2024 se ha añadido la Agencia de Policía de San José Vista Hermosa Lázaro Cárdenas, la cual anteriormente estaba añadida al Municipio de San Marcos Arteaga, Municipio vecino de la comunidad. En total cuenta con 12 comunidades que son parte del Municipio de Santo Domingo Tonalá.

### Representación legislativa
Para la elección de diputados locales al Congreso de Oaxaca y de diputados federales a la Cámara de Diputados federal, el municipio de Santiago Ayuquililla se encuentra integrado en los siguientes distritos electorales:
Local:
- Distrito electoral local de 6 de Oaxaca con cabecera en Heroica Ciudad de Huajuapan de León.[4]

Federal:
- Distrito electoral federal 6 de Oaxaca con cabecera en Heroica Ciudad de Tlaxiaco.[5]